# 比桑贝格
比桑贝格是奥地利下奥地利州科尔新堡县的一个市镇。总面积10.71平方公里，总人口4085人，人口密度381.4人/平方公里（2005年）。